# Baglama
A baglama (törökül: bağlama; ejtsd: [ba:lama]) pengetős hangszer, mely elterjedt a földközi-tengeri kultúrákban. Törökül a bağlamak ige jelentése ’összekötni’, utalva a hangszer húros voltára. Akárcsak a többi pengetős hangszeren, ezen is lehet játszani szabad kézzel vagy pengetővel.

## Török bağlama
A bağlama, vagy saz a török népzene alapvető hangszere.
A hangszer összesen hét húros, ezek kettes-kettes-hármas csoportba, kórusba tartoznak. Ezeket a csoportokat külön lehet hangolni.
A bağlama egyesek szerint közép-ázsiai és anatóliai hangszerek szintéziséből jött létre.

### Leírása
A hosszúnyakú lantok, ezen belül a saz családjába tartozik. A tető körvonala csepp alakú, vele egy síkban helyezkedik el a hosszú, bundozott nyak. Az öblös test készülhet a nyugati lanthoz hasonlóan hajlított szelvényekből, vagy tömör cikkelyekből összeállítva, majd kifaragva, kivájva. A hanglyuk nem a tetőn, hanem a test alsó végén helyezkedik el. A húrok felfüggesztése a mandolinhoz hasonlóan alsó húrrögzítésű, a húrláb alacsony, nincs a tetőre ragasztva.

### A hangszercsalád
A saz hangszercsaládba tartoznak még (kisebbtől a nagyobb hangszer felé:)
- cura saz
- üçtelli saz
- çöğür saz
- tambura saz
- bağlama saz
- bozuk saz
- meydan saz
- aşik saz
- divan saz
- baş saz

### Hangszerjátékosok
Törökországban a baglamán játszó zenészek neve bağlamacı. A legismertebbek:
- Orhan Gencebay
- Arif Sağ

## Görög baglamasz
A baglamasz (görög μπαγλαμάς) eltér a török bağlamától, de abból alakult ki. A hangszer Törökországból került Görögországba, ahol hatással volt a buzuki fejlődésére is. A görögök némileg megváltoztatták a hangszert, például fém érintőket adtak hozzá, mérete is kisebb lett. Három pár húrja van, hangolása d'd"–a'a'–d"d".